# パットナム (コネチカット州)
パットナム（英: Putnam）は、アメリカ合衆国コネチカット州のウィンダム郡にある町。人口は9,584人（2010年）。町内にはAMラジオ局 WINY がある。パットナム町の中に国勢調査指定地域（CDP)のパットナム（地区）があり、以前は市として法人化されており、1895年からウィリマンティックと共にウィンダム郡の郡庁所在地になっていた。1960年にウィンダム郡政府が廃止されて郡庁所在地の位置づけがなくなり、市としては解体されて国勢調査指定地域となった。

## 歴史

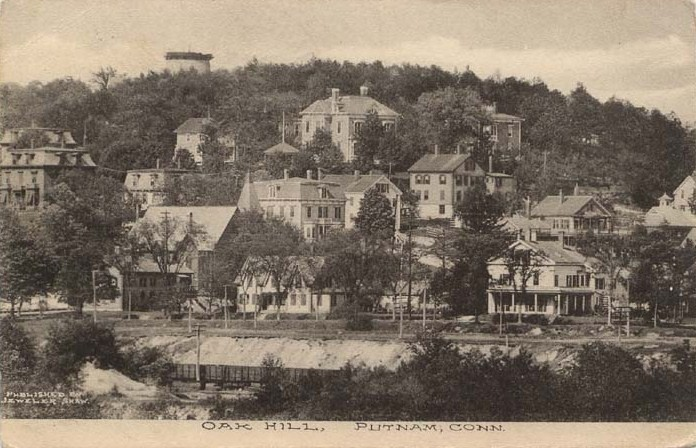
オークヒル、1911年頃

パットナムは当初アスピノックと呼ばれていた。当時はキリングリーの一部であり1855年に法人化されたニューイングランドの工場町だった。キリングリー、ポンフレット、トンプソン各町の一部から作られ、アメリカ独立戦争時の将軍イズラエル・パットナムにちなんで名付けられた。
パットナム町は南北戦争の兵士に衣類やその他の物を提供する重要な役割を担った。多くの工場があり、列車が町内を走り、生産される商品を運んだ。
1955年8月19日、1週間の間にコネチカット州を襲った2つのハリケーンによって生じた濁流による洪水で破壊的な損傷を受けた。ハリケーン・コニーは8月13日にコネチカット州に上陸し、州全体に4インチ (102 mm) ないし6インチ (152 mm) の雨を降らせた。ハリケーン・ダイアンは8月18日から19日に14インチ (360 mm) の雨を降らせた。その結果はクィネボーグ川など州内の多くの川で洪水となった。そこから生まれた濁流で家屋、企業、工場を破壊した。漂流したマグネシウムの樽が爆発し、夜を照らした。鉄道の路床は流された。
20世紀の終わり近く、町は空になった工場やあまり使われていない中心街の商業ビルを生かして、大規模なアンティック・センターを開発した。アンティック店がメインストリートやその他の地域に並んだ。
2006年、家庭用ゲーム機 PlayStation 3 の発売を待って、地元ウォルマートの外で徹夜していた集団にいた個人が、マスクをした強盗に2回銃で撃たれた。容疑者は拘束された。
パットナムは戦前のロシア人亡命者集団であるオール・ルシアン・ファシスト組織の作戦基地だった可能性がある。この集団はアナスタシー・ボンシアツキー（1898年-1965年）の下に、国のためにファシズムを提唱していた。

## 地理
アメリカ合衆国国勢調査局に拠れば、町の全面積は20.4平方マイル (52.8 km2)であり、このうち陸地20.3平方マイル (52.6 km2)、水域は0.1平方マイル (0.3 km2)で水域率は0.54%である。町内をクィネボーグ川が流れ、町の中心を通って南北に流れている。クィネボーグ川の支流であるファイブマイル川が、イーストパットナムを南北に流れている。パットナムの北はトンプソン町との境が約6マイル (10 km)、東はロードアイランド州との州境が約2マイル (3 km)、南はキリングリーとの町境約7マイル (11 km)、西はポンフレットとウッドストックとの町境約4マイル (6 km) がある。
町内を州間高速道路395号線、アメリカ国道44号線、コネチカット州道12号線、同21号線、同171号線が通っている。

## 主要な地区

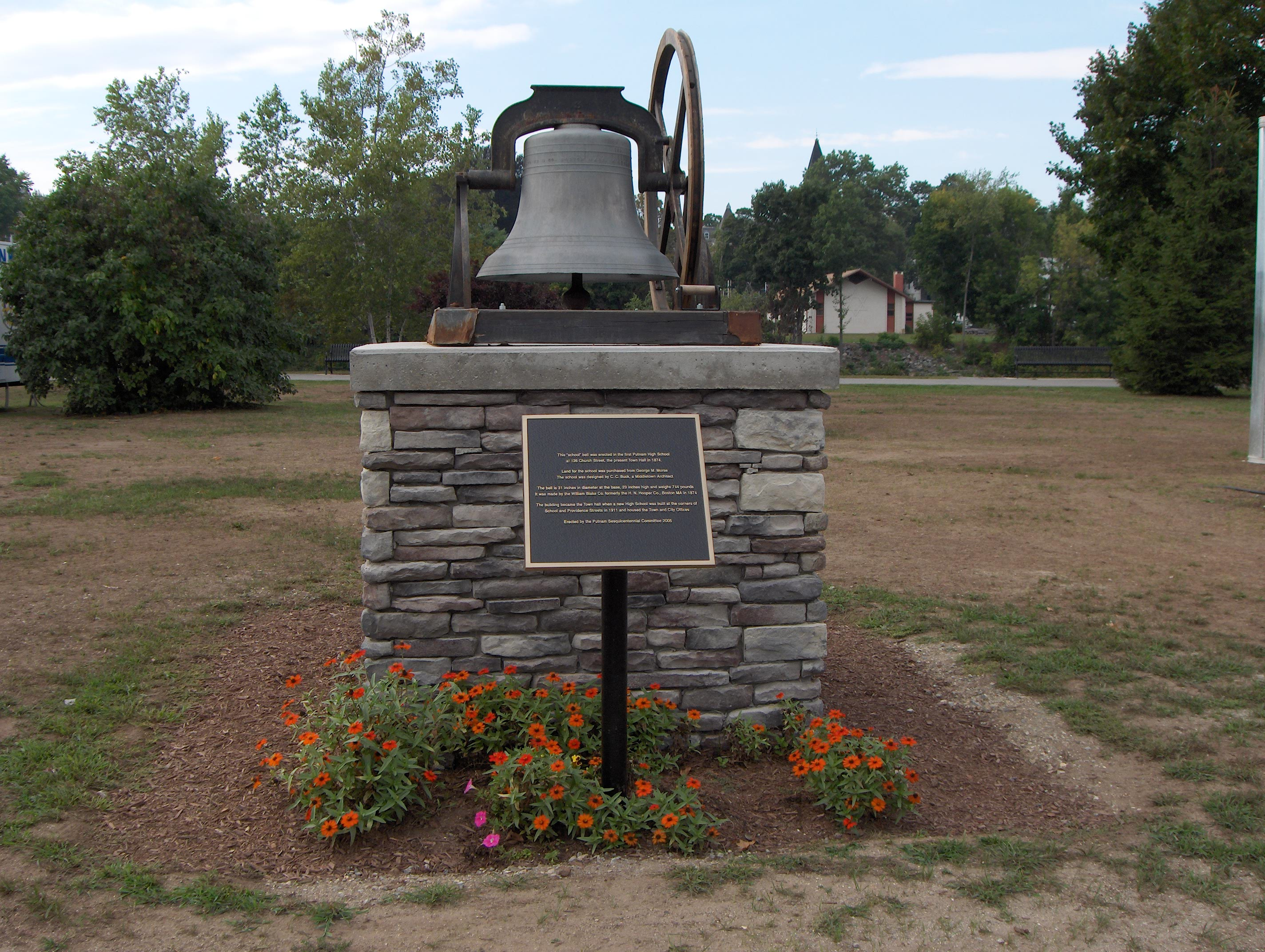
パットナム町役場の鐘、現在はロータリー公園にある

- パットナム地区
- パットナムハイツ
- イーストパットナム

## 人口動態
以下は2000年国勢調査による人口統計データである。
| 基礎データ - 人口: 9,584 人 - 世帯数: 3,950 世帯 - 家族数: 2,396 家族 - 人口密度: 182.2人/km2（472.1 人/mi2） - 住居数: 4,299 軒 - 住居密度: 81.7軒/km2（211.8 軒/mi2） 人種別人口構成 - 白人: 94.1% - アフリカン・アメリカン: 1.3% - ネイティブ・アメリカン: 0.6% - アジア人: 1.0% - 太平洋諸島系: 0.0% - その他の人種: 0.6% - 混血: 2.3% - ヒスパニック・ラテン系: 2.9% 年齢別人口構成 - 18歳未満: 22.1% - 18-24歳: 8.34% - 25-44歳: 26.4% - 45-64歳: 28.2% - 65歳以上: 15.0% - 年齢の中央値: 40歳 | 世帯と家族（対世帯数） - 18歳未満の子供がいる: 25.9% - 結婚・同居している夫婦: 41.7% - 未婚・離婚・死別女性が世帯主: 13.3% - 非家族世帯: 39.3% - 単身世帯: 30.9% - 65歳以上の老人1人暮らし: 12.3% - 平均構成人数 - 世帯: 2.33人 - 家族: 2.89人 収入と家計 - 収入の中央値 - 世帯: 51,171米ドル - 家族: 63,030米ドル - 性別 - 男性: 51,586米ドル - 女性: 44,901米ドル - 人口1人あたり収入: 26,994米ドル - 貧困線以下 - 対人口: 15.4% - 対家族数: 10.6% - 18歳未満: 19.6% - 65歳以上: 10.5% |

## 教育
- 公立学校

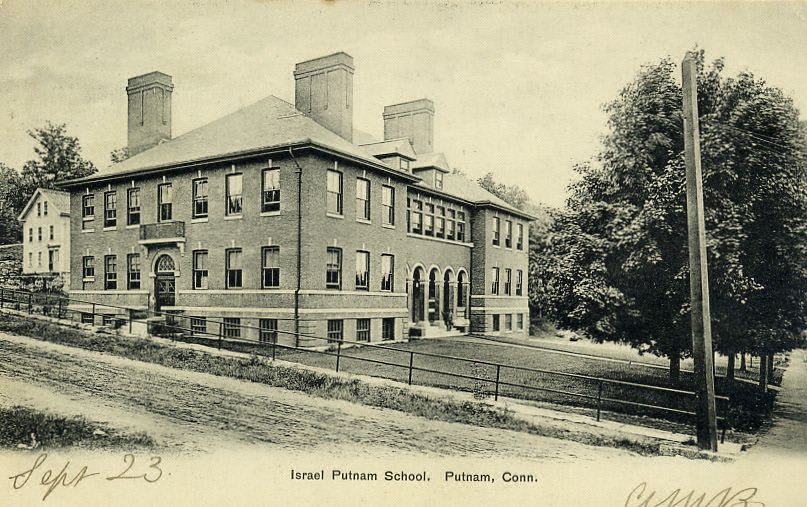
イズラエル・パットナム学校、1907年頃

  - パットナム小学校l — 幼稚園から5年生
  - パットナム中学校 — 6年生から8年生
  - パットナム高校 — 9年生から12年生

- 私立学校
  - パットナム科学アカデミー — 9年生から12年生で、科学の世界でさらなる教育を求める生徒に対応
  - トリ・ステート・クリスチャン・アカデミー - 幼稚園から8年生

### 全国的な競争
- パットナム科学アカデミーは4年間コネチカット州科学オリンピックに参加し優勝してきた（2004年–2005年、2005年–2006年、2006年–2007年、2007年–2008年）[4][5]
- パットナム科学アカデミーのハシビー・カタルバソグルとアーメット・シリクが、インディアナ大学で開催された2006年全国科学オリンピックで、昆虫学分野で第1位を獲得した

## 著名な出身者
- ブルース・ボウクレア - メジャーリーグベースボール選手、ニューヨーク・メッツ、阪神タイガース
- ブルック・ブローダック - 女優、コメディアン

## 著名な場所
- キャディ・クープ邸 - リバティ・ハイウェイ115にある古い邸宅、2001年にアメリカ合衆国国家歴史登録財に登録
- パットナム町役場 - チャーチ通り126にある歴史的建造物、1993年にアメリカ合衆国国家歴史登録財に登録
- パットナム鉄道駅 - メインストリート35と45-47にある歴史的な鉄道駅、2007年にアメリカ合衆国国家歴史登録財に登録

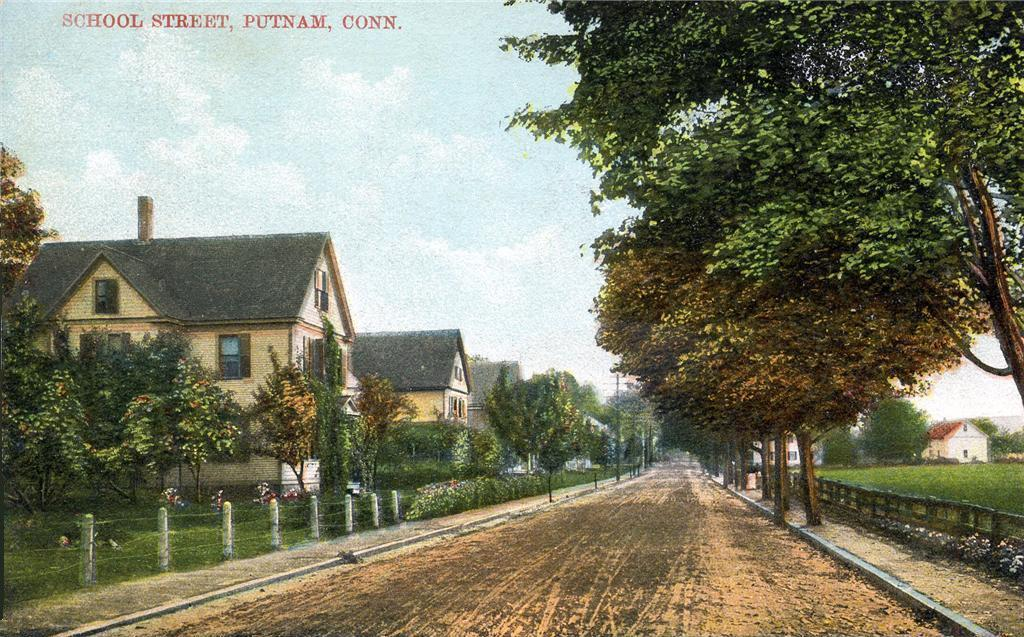
学校通り、1910年頃
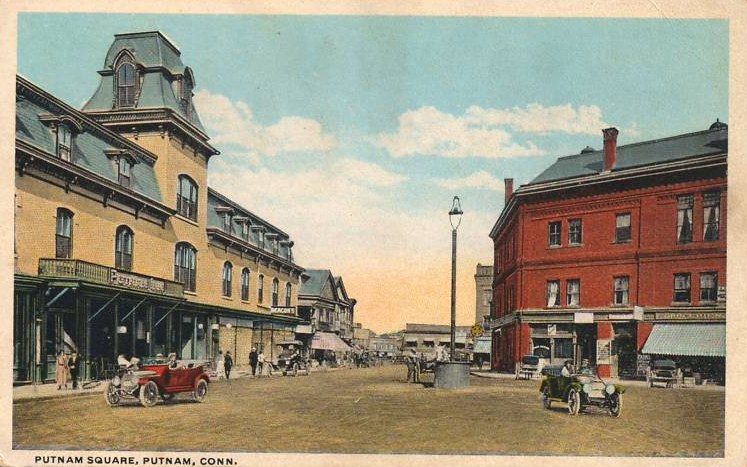
パットナム広場、1915年頃
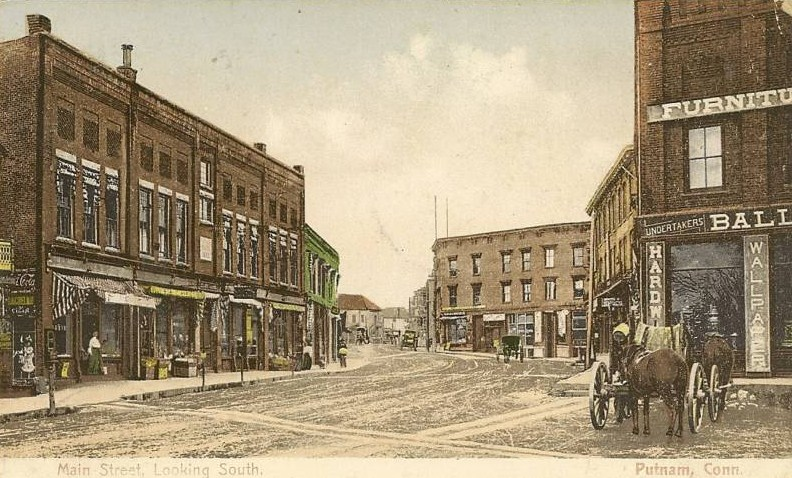
メインストリート、南を望む、1908年頃
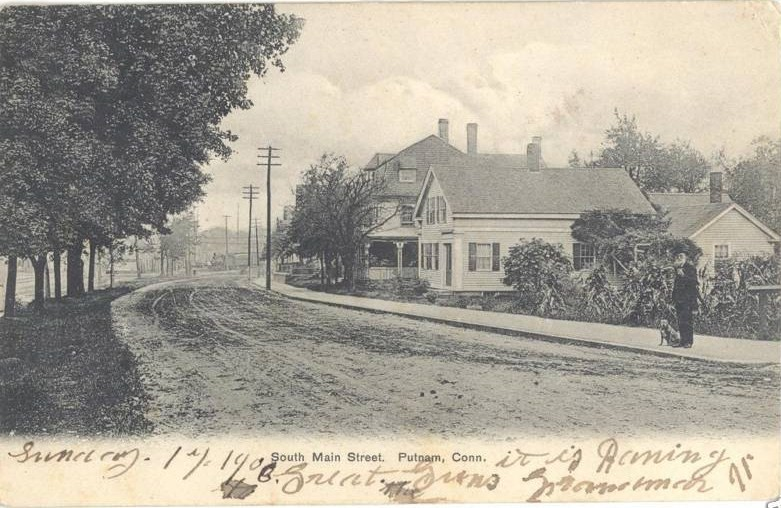
南メインストリート、1906年頃
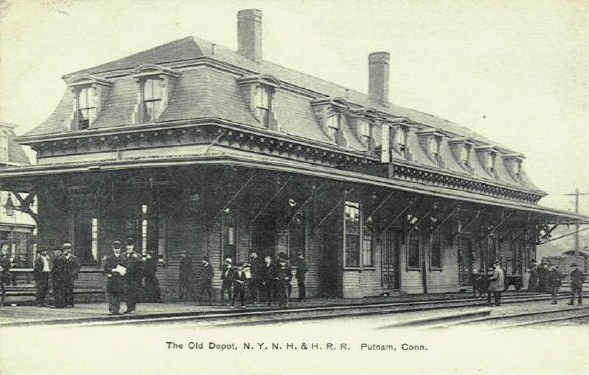
旧鉄道駅、1906年頃
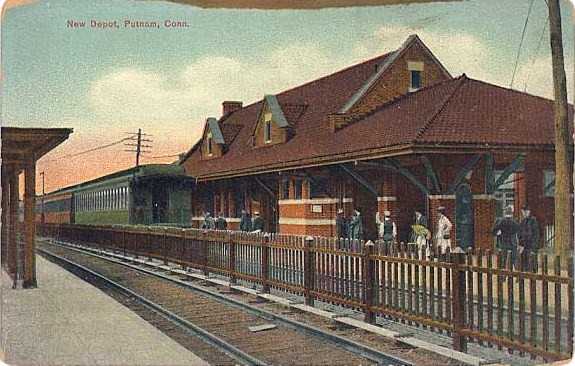
新鉄道駅、1906年頃
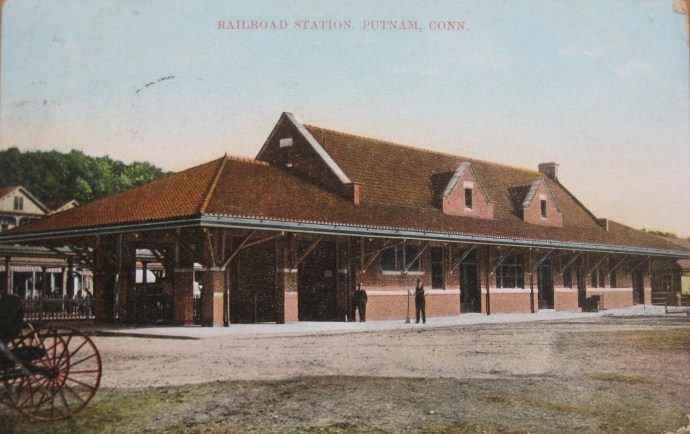
駅、1914年